# Henri Lenaerts
 (janvier 2025).
Henri Lenaerts, né le 8 mai 1923 à Molenbeek en Belgique et mort le 4 décembre 2006 à Irure en Espagne, est un sculpteur, dessinateur et peintre belge. Artiste à la renommée internationale, il est notamment connu pour le buste du roi Baudouin de Belgique ou la fontaine Charles Buls.